# Explorations (альбом Билла Эванса)
Explorations — альбом джазового пианиста Билла Эванса, выпущенный лейблом «Riverside Records» в 1961 году. Это был второй и последний студийный альбом Эванса, записанный с его классическим трио, в состав которого входили Скотт ЛаФаро на бас-гитаре и Пол Мотиан на барабанах.

## Предыстория
Альбом является продолжением первой записи трио, сделанной двумя годами ранее, Portrait in Jazz. Задержка с записью нового альбома была в значительной степени связана с пристрастием Эванса к наркотикам и вызванным этим гепатитом, из-за чего ЛаФаро тем временем играл и записывался с Орнеттом Коулманом. Когда Explorations наконец был записан, это произошло не при самых благоприятных обстоятельствах. Как пишет биограф Эванса Кит Шедвик: «Напряжение... Назревал конфликт, особенно между Эвансом и вспыльчивым ЛаФаро, который не скрывал своего отвращения к зависимости Эванса. ЛаФаро играл на взятом напрокат инструменте, в то время как пианист часто жаловался на головную боль, вероятно, вызванную напряжением в студии. Тем не менее, получившийся в результате альбом стал влиятельной и долговечной классикой, которая «блестяще иллюстрирует новаторскую концепцию [Эванса] одновременной импровизации».

## Репертуар
Восемь оригинальных композиций альбома включают пять джазовых стандартов и три современные джазовые композиции. Explorations начинается с кавера на «Israel» Джона Кариси, который впервые был записан Майлзом Дэвисом на второй сессии Birth of the Cool. . Трио также исполняет кавер на собственную композицию Дэвиса «Nardis», которую Эванс впервые записал в 1958 году с Кэннонболом Эддерли. Тед Джойя отмечает, что «вы могли бы проследить всю карьеру Эванса, изучая его различные интерпретации этого произведения на протяжении многих лет, зафиксированные более чем в 30 записях». Также включена баллада-вальс «Elsa», написанная другом Эванса Эрлом Зиндарсом. Питер Петтингер отмечает, что «Эванс начал её с таинственной атмосферой, словно раскрывая секрет, и нежное вступление незаметно перетекало в мелодию». Эванс снова записал её всего несколько недель спустя с Аддерли для альбома Know What I Mean?, а затем вернулся к ней несколько лет спустя для Trio '65. Ряд более поздних концертных версий, записанных в 1975 году, также находятся в обращении,  и Эванс за эти годы записал ещё несколько композиций Зиндарса.
Петтингер отмечает, что обработка классической песни Ирвинга Берлина «How Deep Is the Ocean?» была «примечательна тем, что мелодия оставалась неизменной до самого конца». В отличие от трёх ранее выпущенных трио-записей Эванса, Explorations не включают оригинальных произведений пианиста.

## Приём
| Оценки критиков                      | Оценки критиков |
| Источник                             | Оценка          |
| ------------------------------------ | --------------- |
| All About Jazz                       | (no rating)     |
| AllMusic                             | [ 8 ]           |
| The Rolling Stone Jazz Record Guide  | [ 9 ]           |
| Encyclopedia of Popular Music        | [ 10 ]          |
| The Penguin Guide to Jazz Recordings | [ 11 ]          |

В 1961 году альбом получил премию Billboard «Лучшие фортепианные пластинки» по версии джазовых критиков.
Дэвид Рикерт из All About Jazz написал: "Эванс требует, чтобы его услышали, соблазняя вас своей неизгладимо эмоциональной игрой. ... Tрио творит здесь волшебство, вдыхая свежий воздух в такие стандарты, как "How Deep Is the Ocean?" и "Beautiful Love" и создание иллюзии, что эти песни были написаны только для того, чтобы их мог сыграть кто-то вроде Эванса. Изюминкой альбома является «Elsa» — одна из самых красивых фортепианных баллад в истории.
В своей статье для AllMusic критик Том Джурек сказал об альбоме следующее: «Эванс, Пол Мотиан и Скотт ЛаФаро в составе трио исследовали мелодические и ритмические конструкции, которые большинство никогда не рассматривало. ... Explorations — это выдающийся пример размаха и широты этого трио на пике его популярности»

## Переиздания
Альбом был ремастирован и переиздан на компакт-диске компанией Riverside/Original Jazz Classics в 1987 году с двумя бонус-треками. В примечаниях к альбому продюсер Оррин Кипньюс рассказывает об этих дополнительных записях: "Beautiful Love (дубль 1)" и "The Boy Next Door"; первая версия "Beautiful Love", включённая в оригинальный альбом, была вторым дублем. На самом деле, как уточняет Keepnews, «это не обычный случай, когда вторая попытка сразу же следует за первой. ... В начале этой сессии [Эванс] сыграл этот номер один раз; мы оба одобрили его, и он перешёл к чему-то другому. Гораздо позже он решил попробовать записать вторую версию «Beautiful Love», которую он впоследствии предпочёл. «The Boy Next Door», с другой стороны, была отложена на время записи альбома из-за ограниченного пространства на пластинке.
В 2011 году было выпущено новое издание на компакт-диске с двумя дополнительными бонус-треками: альтернативными версиями песен «How Deep Is the Ocean?» и «I Wish I Knew».

## Список треков
1. "Israel" (Джон Каризи) – 6:12
2. "Haunted Heart" (Артур Шварц, Говард Дитц) – 3:28
3. "Beautiful Love" [Дубль 2] (Уэйн Кинг, Эгберт Ван Олстайн, Виктор Янг) – 6:04
4. "Elsa" (Эрл Зиндарс) – 5:10
5. "Nardis" (Майлз Дэвис) – 5:49
6. "How Deep Is the Ocean?" (Ирвинг Берлин) – 3:31
7. "I Wish I Knew" (Гарри Уоррен, Мак Гордон) – 4:39
8. "Sweet and Lovely" (Гас Арнейм, Джул ЛеМар, Гарри Тобиас) – 5:52

### Переиздание 2011 года на CD
1. "Israel"
2. "Haunted Heart"
3. "Beautiful Love" [Дубль 2]
4. "Elsa"
5. "Nardis"
6. "How Deep Is the Ocean?"
7. "I Wish I Knew" (Гарри Уоррен)
8. "Sweet and Lovely"
9. "The Boy Next Door" (Хью Мартин, Ральф Блейн)
10. "Beautiful Love" [Дубль 1]
11. "How Deep Is the Ocean?" [Дубль 2]
12. "I Wish I Knew" [Дубль 2]

## Музыканты
- Билл Эванс - фортепиано
- Скотт ЛаФаро - бас - гитара
- Пол Мотиан - барабаны

### Дополнительный персонал
- Оррин Кипньюс - продюсер
- Билл Стоддард - инженер
- Джек Мэтьюз - мастеринг - инженер